# Péter Szittya
Péter Szittya (* 15. Januar 1915; † unbekannt) war ein ungarischer Kanute.

## Leben
Péter Szittya gilt als einer der Pioniere des ungarischen Kanusports. Er nahm auf eigene Kosten an den Olympischen Sommerspielen 1936 in Berlin teil. Im Kajak-Einer schied er im Vorlauf über 1000 Meter aus, im Lauf über 10.000 Meter erreichte er Rang 12.  
1943 belegte Szittya bei den ersten (und wahrscheinlich letzten) Eskimo-Rotationswettbewerben in Ungarn Platz 1, als er 26 Drehungen in 20 Minuten schaffte.